# Michelle Betos
Michelle Betos (Queens, Nueva York, Estados Unidos; 20 de febrero de 1988) es una futbolista estadounidense que juega como guardameta para el Racing Louisville de la National Women's Soccer League (NWSL) de Estados Unidos.
Betos jugó en River Plate (2010), Seattle Reign FC (2013) y Portland Thorns (2014-2016) entre otros. En noviembre de 2020, fue elegida por el Racing Louisville en el draft de expansión de la NWSL.

## Estadísticas

### Clubes
| Club                | País           | Año             |
| ------------------- | -------------- | --------------- |
| Atlanta Silverbacks | Estados Unidos | 2009            |
| River Plate         | Argentina      | 2010            |
| Boston Aztec        | Estados Unidos | 2011            |
| New York Fury       | Estados Unidos | 2012            |
| Apollon Limassol    | Chipre         | 2012 - 2013     |
| Seattle Reign FC    | Estados Unidos | 2013            |
| Portland Thorns FC  | Estados Unidos | 2014 - 2016     |
| Fortuna Hjørring    | Dinamarca      | 2014            |
| Sydney FC           | Australia      | 2015 - 2016     |
| Vålerenga           | Noruega        | 2017            |
| OL Reign            | Estados Unidos | 2018 - 2020     |
| Racing Louisville   | Estados Unidos | 2021 - presente |